# Moshe Yanai
Moshe Yanai es un ingeniero de nacionalidad Israelí, siendo una de las personas más influyente de la industria del almacenamiento. Como presidente ejecutivo de XIV Storage, tiene la guía de la dirección estratégica de la compañía para convertirla en un jugador importante en la industria del almacenamiento. 
Yanai fue comandante de división de tanques de la armada Israelí; comenzó su carrera en los años 70, construyendo el almacenamiento compatible con los mainframe de IBM basado en discos de las minicomputadoras. 
Él desarrolló los sistemas high-end del almacenaje para Nixdorf Computer. 
En 1987, se unió a EMC, liderando al equipo que desarrolló el Symmetrix ("serie DMX actualmente"). El manejo acertado de Yanai de la división del R&D, convirtió a EMC, en una de las compañías más importantes en la fabricación de sistemas de almacenamiento. Es autor de más de 18 patentes; en 1991 llega a un acuerdo con Dick Egan fundador de EMC por un pago en efectivo y en acciones de un porcentaje sobre las ventas anuales del Symmetrix. 
Hace algunos años, Yanai se unió a XIV, con la visión de crear el sistema de la siguiente generación de almacenamiento. 
El 2 de enero de 2008, IBM anuncia que XIV Storage, es parte de la unidad de negocios de IBM System Storage.
Subsecuente a la adquisición de XIV por parte de IBM, Yanai fue designado “IBM Fellow”, el honor más alto que un tecnólogo en IBM puede alcanzar. Se puede afirmar que él, es el padre del Symmetrix.
Actualmente es presidente ejecutivo de XIV Storage 